# Lioplacis caratubae
Lioplacis caratubae is een keversoort uit de familie bladkevers (Chrysomelidae). De wetenschappelijke naam van de soort werd in 1977 gepubliceerd door Buzzi.